# Umbra Bionicle
Umbra es un personaje ficticio del universo de Bionicle y representa a un guerrero gigante. Vive en Voya nui y protege la máscara Inika de la vida de los que la emplearían mal.
Los grandes seres lo designaron como guardia de la máscara y de la Orden de Mata Nui. Él protege la máscara de los indignos, y cualquier persona que desea demandar la máscara tendría que derrotarlo en batalla primero; incluso miembros de su propia orden. Lo han recluido cerca de la máscara durante mucho tiempo, y puede incluso no estar enterado de qué sucede en la superficie de la isla. 
El nombre “Umbra ” le fue dado por los grandes seres de modo que él pudiera reflexionar con los enemigos y ganarse su confianza (pues un Umbra es la parte más oscura de una sombra). 

## Desarrollo
Cuando los Toa Inika intentaron demandar la máscara de la vida, Umbra primero utilizó su velocidad para atacar a los intrusos y para desarmarlos. Matoro podía utilizar esta velocidad contra él, sin embargo, cuando él hieló sobre la caverna, hizo que Umbra se deslizara y estrellara. entonces umbra atacó con un haz de luz, pero los Toa respondieron con más hielo: Matoro cubrió la caverna con una capa de hielo y Nuparu engañó a Umbra para golpearlo, haciéndolo reflejarse violentamente hasta que lo golpearon hacia afuera.

## Funciones que realiza
Umbra maneja un personal del dual-estroboscópico que puede encender láseres; también se equipa de un lanzador de hélices de rhotuka con la energía de hacer proyecciones de luz. Él usa la gran Kanohi Ruru, pero la máscara es imponente. Umbra también tiene patines de la ultra-velocidad en sus pies que permitan que él se mueva a velocidades extremadamente rápidas; y también permiten que él monte en las paredes y los techos del compartimiento que él guarda. Más que eso, él puede también dar vuelta en un haz de luz incluso más rápido.
- Datos: Q6155394